# Rudkøbing
Rudkøbing is een plaats en voormalige gemeente in Denemarken op het eiland Langeland.

## Voormalige gemeente
De oppervlakte bedroeg 62,94 km². De gemeente telde 6676 inwoners waarvan 3274 mannen en 3402 vrouwen (cijfers 2005) en telde in juni 2005 394 werklozen. Bij de herindeling van 2007 ging Rudkøbing op in de nieuwe gemeente Langeland.

## Plaats
De plaats Rudkøbing telt 4565 inwoners (2020).

## Station

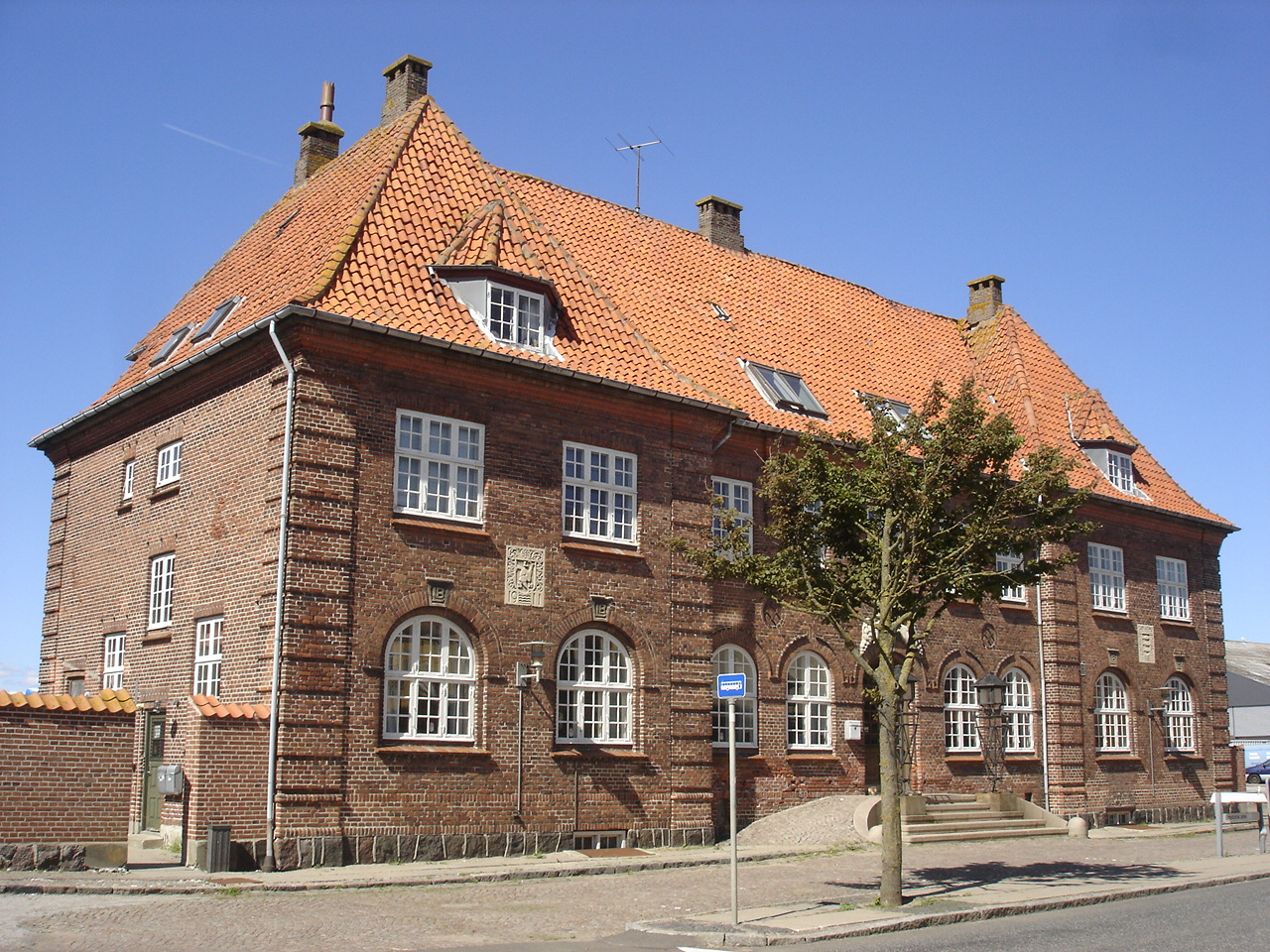
Voormalig station

Tussen 1911 en 1966 was Rudkøbing het beginpunt van een spoorlijn op Langeland. In de stad gaf de trein aansluiting op de veerboot vanaf Svendborg op Funen. In Spodsbjerg was een aansluiting op de veerboot naar Lolland. De spoorlijn is inmiddels opgebroken, maar de meeste stations zijn bewaard gebleven. Rudkøbing was beroemd vanwege de 24-urige klok die op het station hing.

## Geboren in Rudkøbing
- Hans Christian Ørsted (1777-1851), natuurkundige en scheikundige
- Anders Sandøe Ørsted (1778-1860), voormalig premier van Denemarken
- Nikolaj Coster-Waldau (1970), acteur, bekend van zijn rol als Jaime Lannister in Game of Thrones.

- Gemeinsame Normdatei: 4703962-0
- Library of Congress Control Number: n90604628
- Nationale Bibliotheek van Israël: 987007565145805171
- Virtual International Authority File: 125615794
- WorldCat: E39PBJv8DjGHtgwmV9gfCqFkDq